# 圣达尔马斯-勒塞尔瓦日
圣达尔马斯-勒塞尔瓦日（法語：Saint-Dalmas-le-Selvage，法語發音：[sɛ̃ dalmas lə sɛlvaʒ]）是法国滨海阿尔卑斯省的一个市镇，位于该省北部，属于尼斯区。

## 地理
圣达尔马斯-勒塞尔瓦日（44°17'5"N, 6°51'58"E）面积81.03 平方千米，位于法国普罗旺斯-阿尔卑斯-蓝色海岸大区滨海阿尔卑斯省，该省份为法国东南部沿海省份，南濒地中海，西南至瓦尔省，西北接上普罗旺斯阿尔卑斯省，北部和东部与意大利接壤。
与圣达尔马斯-勒塞尔瓦日接壤的市镇（或旧市镇、城区）包括：若西耶、于韦尔内富尔、昂特罗讷、蒂内河畔圣艾蒂安。

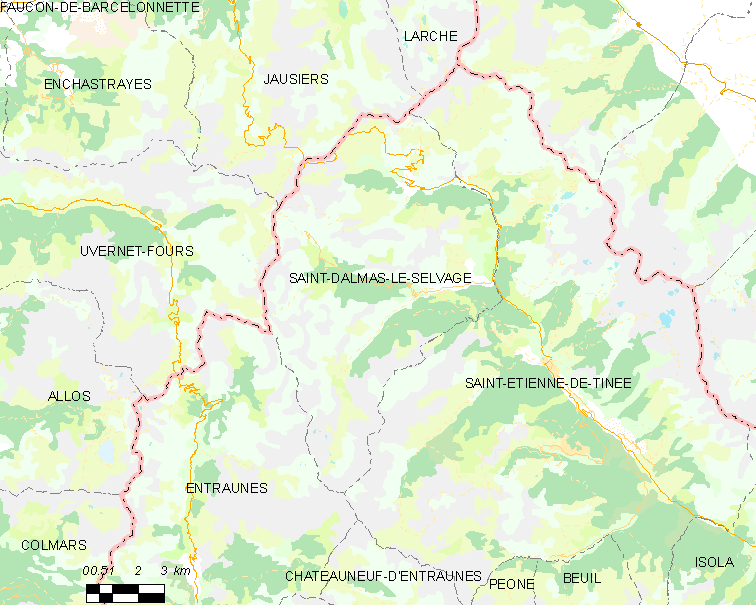
圣达尔马斯-勒塞尔瓦日的OSM定位图

圣达尔马斯-勒塞尔瓦日的时区为UTC+01:00、UTC+02:00（夏令时）。

## 行政
圣达尔马斯-勒塞尔瓦日的邮政编码为06660，INSEE市镇编码为06119。

## 政治
圣达尔马斯-勒塞尔瓦日所属的省级选区为图雷特勒旺斯县。

## 人口

圣达尔马斯-勒塞尔瓦日1962-2008年间人口变化图示

圣达尔马斯-勒塞尔瓦日于2022年1月1日时的人口数量为102人。